# Саграда-Фамілія (Чилі)
Саграда-Фамілія (ісп. Sagrada Familia) — селище в Чилі. Адміністративний центр однойменної комуни. Населення - 2910 осіб (2002). Селище і комуна входить до складу провінції Курико і регіону Мауле.
Територія — 548,8 км². Чисельність населення — 18 544 мешканців (2017). Щільність населення — 33,8 чол./км².

## Розташування
Селище розташоване за 54 км на північний схід від адміністративного центру області міста Талька та за 14 км на захід від адміністративного центру провінції міста Курико.
Комуна межує:
- на північному сході - з комуною Курико
- на південному сході - з комуною Моліна
- на півдні - з комуною Сан-Рафаель
- на південному заході - з комуною Пенкауе
- на заході - з комуною Курепто
- на північному заході — з комунами Уаланьє, Рауко